# The Gone Jackals
The Gone Jackals foi um quarteto de hard rock de São Francisco, Califórnia, o qual tinha também influências do rock de garagem, blues rock, heavy metal e rock psicodélico. Entre turnês e gravações, a formação durou 15 anos, de 1984 até 1999. 
Keith Karloff era o líder da banda. Cantor, compositor, produtor e multi-instrumentista, Keith saiu de São Francisco com destino a sua terra natal, Nova Iorque, onde tocou como artista solo, sob o nome “Keith Gale”. Rompendo com o ambiente restritivo e as altas expectativas que o circuito de Nova Iorque e sua atmosfera de grandes negócios proporcionavam, Keith foi para lá, acima de tudo, por uma questão pessoal e também em busca de liberdade artística. 
O primeiro músico a seguir Keith foi Rudy D. Maynard, um baixista “oportunista” (nas palavras do vocalista), recentemente chegado de Oil City, Los Angeles. Rudy tocou no primeiro lançamento de “Keith Gale”, um EP cassete, intitulado “Five Piece Screwdriver Set” (Cinco Peças do Estojo de Chave de Fendas), da Blue/Black Records e, a partir daí, esteve presente em todas as gravações subseqüentes.
Com o apoio do fenômeno local de São Francisco, Charlie Hunter, na guitarra, os integrantes fizeram shows como “Keith Gale” e, mais tarde, como “Keith Gale's Parallel Universe" (Universo Paralelo de Keith Gale) junto a bandas como “Joe Ely”, “The Beat Farmers” e “The Chesterfield Kings”. 
Depois de um período de experimentações, tudo ficou melhor com Judd Austin na guitarra e vocais (ex Tower of Power) e Trey Sabatelli na bateria (ex “Jefferson Starship”, “The Tubes” e “Missing Man Formation”). A química dos integrantes e uma certa “atmosfera de São Francisco” naquela união fez com que Keith mudasse seu nome artístico para “Keith Karloff” e o da banda para “The Gone Jackals”. 
Lançado em 1990 e relançado em 1996 pela gravadora ConTon-Blue/Black, “Out And About With The Gone Jackals” foi o primeiro CD do grupo e a primeira gravação oficial, já com o novo nome. O álbum teve um sucesso razóvel nas rádios universitárias e também nas rádios comerciais de San Diego, Santa Bárbara e Olympia. A banda alcançou os territórios do sudeste da Califórnia, dividindo shows com bandas como T.S.O.L. e “Fantasy 7”, enquanto tocavam em campus universitários e cidades adjacentes. Conforme palavras do vocalista, o “lendário guitarrista de Nova Iorque”, Johnny Gale, participou de duas músicas bônus do CD “Out And About”, as quais tiveram grande êxito comercial.
O segundo CD, “Bone To Pick”, de 1995, foi trilha sonora do jogo de PC Full Throttle, o qual vendeu centenas de milhares de unidades pelo mundo. Em uma tiragem inicial, foram vendidas 2000 unidades em dois meses, por meio da caixa postal da gravadora Blue/Black (com uma quantidade limitada no estoque). O álbum foi então adicionado ao catálogo da Lucas Arts, produtora do jogo e tornou-se número 1 em vendas dessa publicação. “Bone To Pick” também chamou a atenção do diretor musical Don Johnson, o qual inseriu a música “Born Bad” no episódio “Baby Boy”, da famosa série de televisão da CBS, “Nash Bridges”.
Em 1998, chegou ao mercado o “Blue Pyramid”, terceiro “filho” da banda. No ano de 1999, o “The Gone Jackals” assinou com outra gravadora, a Raspberry Records, com o objetivo de chegar à Europa e, assim, relançou todos os seus álbums, só que com duas gravações inéditas: a música “Faith Healer” e uma releitura de “No Sign Of Rain”, do CD “Blue Pyramid”. 

## Integrantes
- Keith Karloff: vocal e guitarra
- Rudy D. Maynard: baixo
- Trey Sabatelli: bateria, vocais
- Judd Austin: guitarra, vocais

## Discografia
- Out and About with the Gone Jackals (1990, relançado em 1996)
- Bone to Pick (1995, trilha sonora de Full Throttle)
- Blue Pyramid (1998)
- Faith Healer (1999, relançado em 2007)